# Balistapus undulatus
Baliste strié, Baliste ondulé, Baliste vert
Genre
Espèce
Balistapus undulatus, ou communément nommé Baliste ondulé, Baliste strié ou  Baliste vert, est une espèce de poissons marins démersale de la famille des Balistidae. C'est la seule espèce de son genre Balistapus (monotypique).

## Description
Balistapus undulatus est un poisson de petite taille pouvant atteindre 30 cm de long. 
Le corps est trapu, ovale, compressé latéralement. Grande tête qui représente environ un tiers du corps. La bouche est petite, terminale et dotée de dents fortes. La première nageoire dorsale se compose de trois épines dont une grande qui est érectile et est dissimulée dans un sillon dorsal. Cet ensemble d'épines dorsales constitue un système de gâchette caractéristique de la famille des Balistidae. La deuxième nageoire dorsale est similaire en forme et taille à la nageoire anale qui lui est symétriquement opposée. La nageoire pelvienne se réduit à une protubérance ventrale.
La livrée est vert sombre avec des lignes obliques orange. Les mâles matures perdent progressivement les lignes sur le museau. Une tache noire est plus ou moins visible sur le pédoncule caudal. La nageoire caudale est orange.

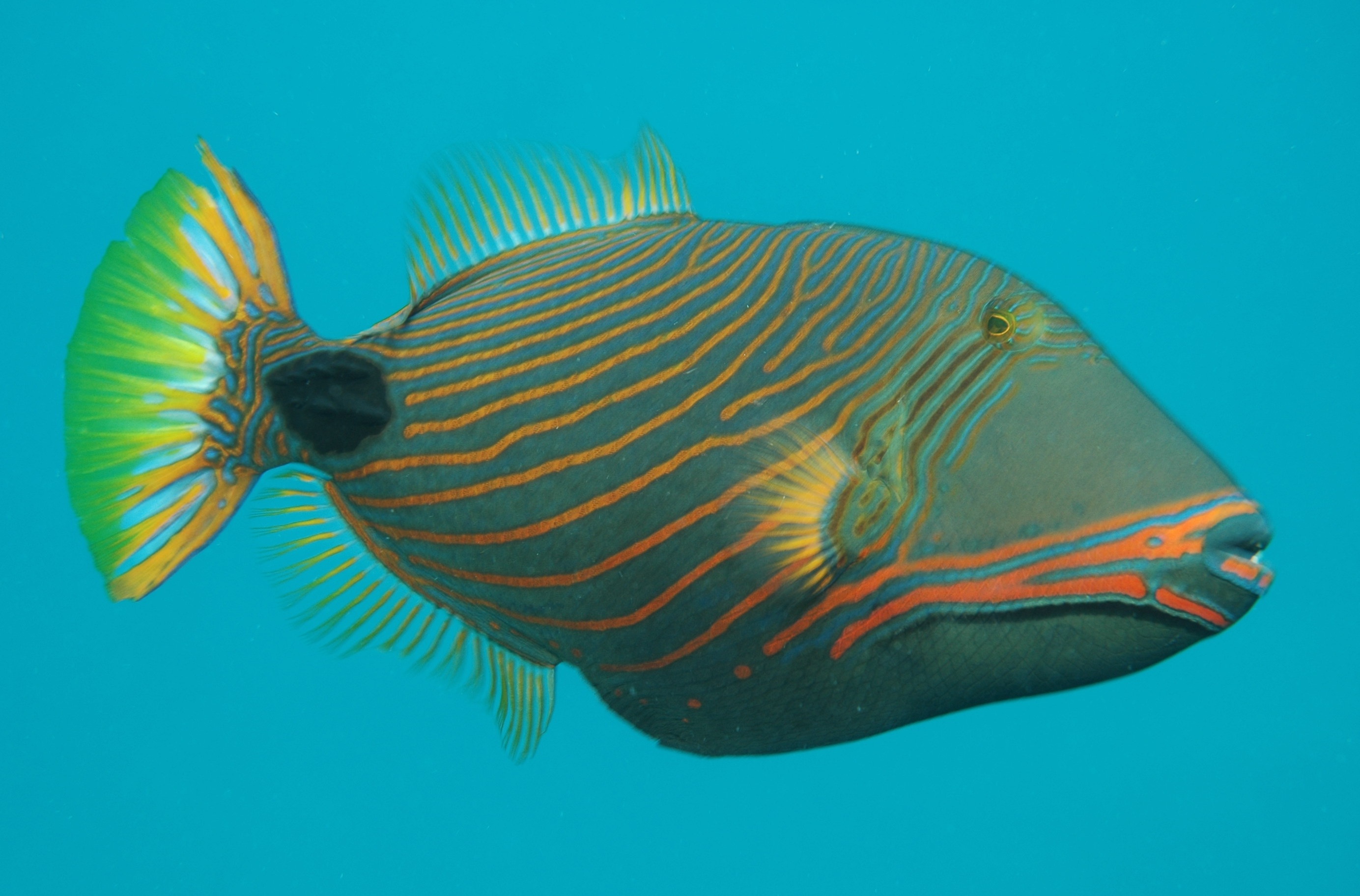
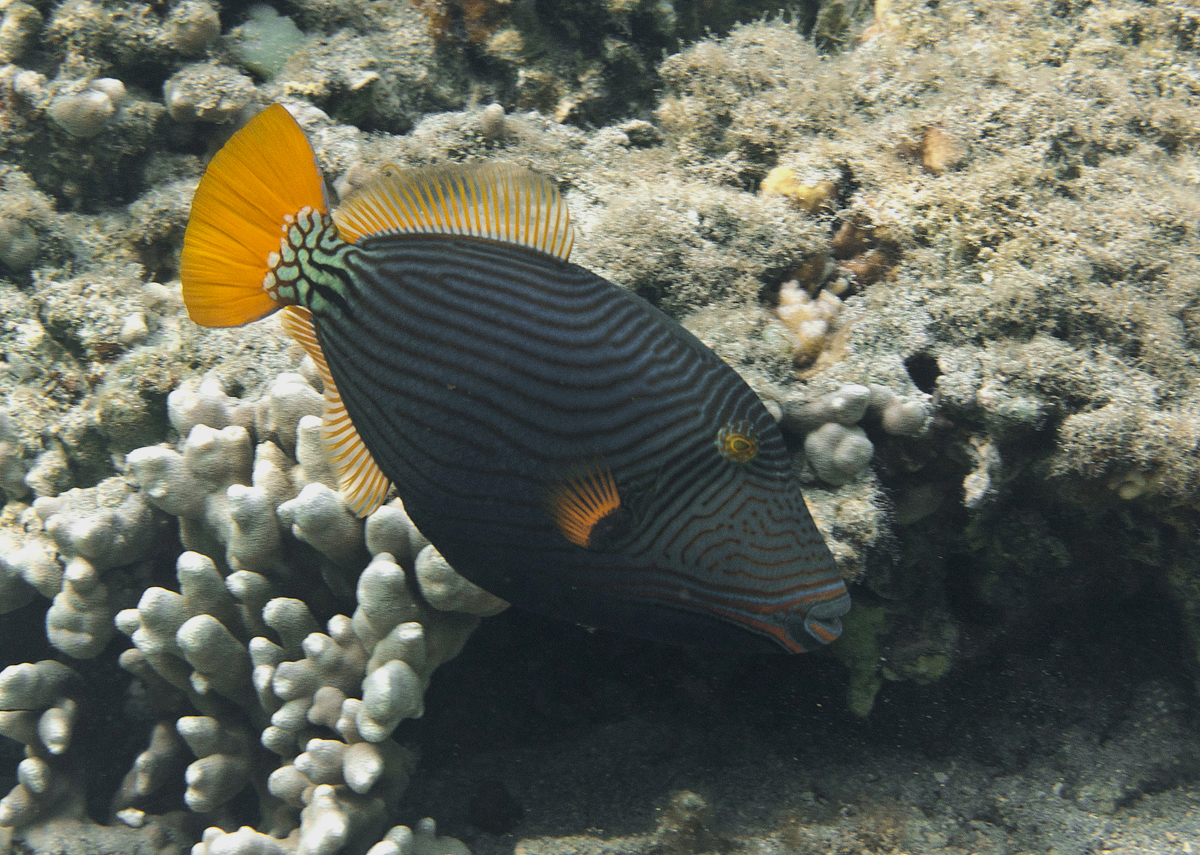
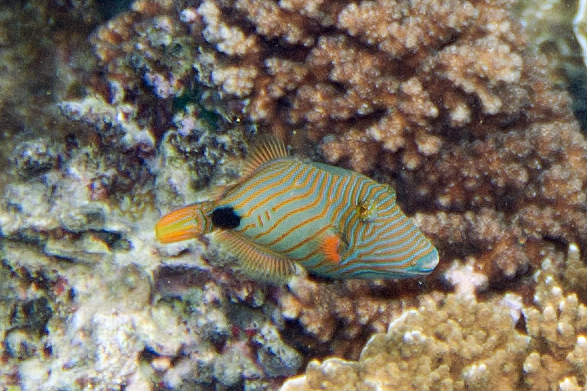
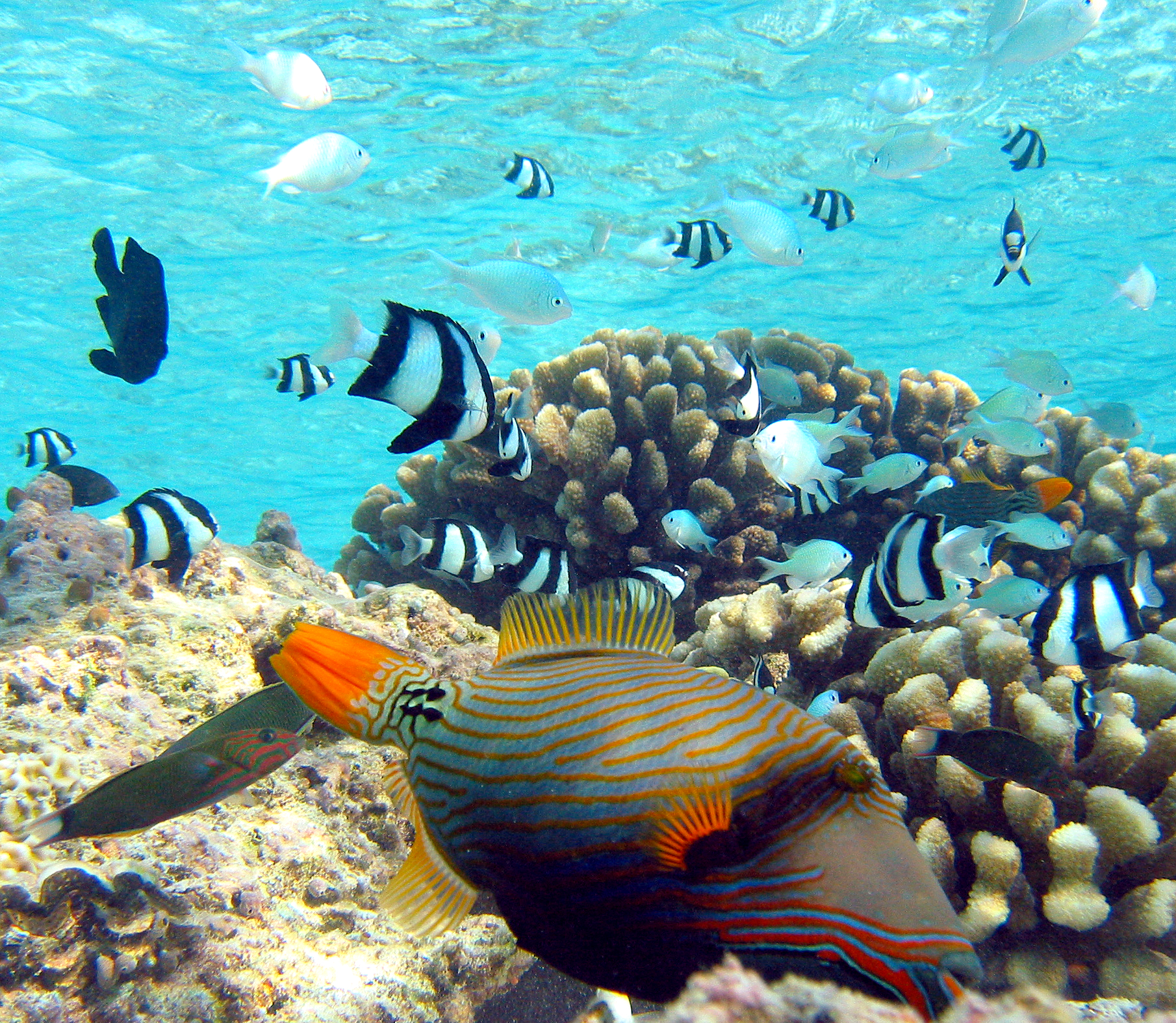

## Distribution et habitat
Il fréquente les eaux tropicales et subtropicales de l'océan Indien jusqu'aux îles du centre de l'océan Pacifique. Il affectionne les récifs riches en corail, les lagons et les pentes récifales externes de la surface à 50 m de profondeur.

## Alimentation
Le baliste ondulé a une alimentation très variée basée sur des organismes benthiques comme les algues, les échinodermes, les tuniciers, les éponges, les pointes de corail, les crustacés, les mollusques et même des poissons.

## Comportement
Ce baliste a une activité diurne, il est solitaire et défend un territoire.
Agressif avec les poissons plus petits que lui et autres congénères. 
La première épine de sa nageoire dorsale lorsqu'elle est dressée, peut servir pour impressionner un adversaire ou pour empêcher un prédateur de le sortir de son refuge.